# Hayley Wickenheiser
Hayley Marie Wickenheiser, OC (* 12. August 1978 in Shaunavon, Saskatchewan) ist eine ehemalige kanadische Eishockeyspielerin. Sie gilt als eine der besten Spielerinnen der Welt. Wickenheiser war die erste Frau, die in einer Männer-Profiliga ein Tor erzielte. Neben ihren Einsätzen für das Team Canada bei vier Olympischen Winterspielen und 13 Eishockey-Weltmeisterschaften spielte sie bei den Olympischen Sommerspielen 2000 für das kanadische Softballteam.
Während der Olympischen Winterspiele 2014 wurde sie für acht Jahre in die Athletenkommission des IOC gewählt.
Mit vier olympischen Goldmedaillen ist sie gemeinsam mit den Kanadierinnen Jayna Hefford und Caroline Ouellette Rekordsiegerin.

## Berufsweg
Bis zum 13. Januar 2017 war Wickenheiser professionelle Eishockeyspielerin. An diesem Tag gab sie das Ende ihrer sportlichen Laufbahn bekannt. Aber schon vor dem Ende ihrer Eishockeykarriere beschäftigte sie sich mit Gesundheitswissenschaften. 2013 machte Wickenheiser den Bachelor in Kinesiology (Bewegungswissenschaft) und 2016 den Masterabschluss an der University of Calgary. 2018 ging sie an die Medizinische Fakultät der University of Calgary (2014 in Cumming School of Medicine umbenannt) und übernahm im August 2018 die Position des Assistant Director of Player Development bei den Toronto Maple Leafs aus der National Hockey League (NHL).

## Sportliche Karriere

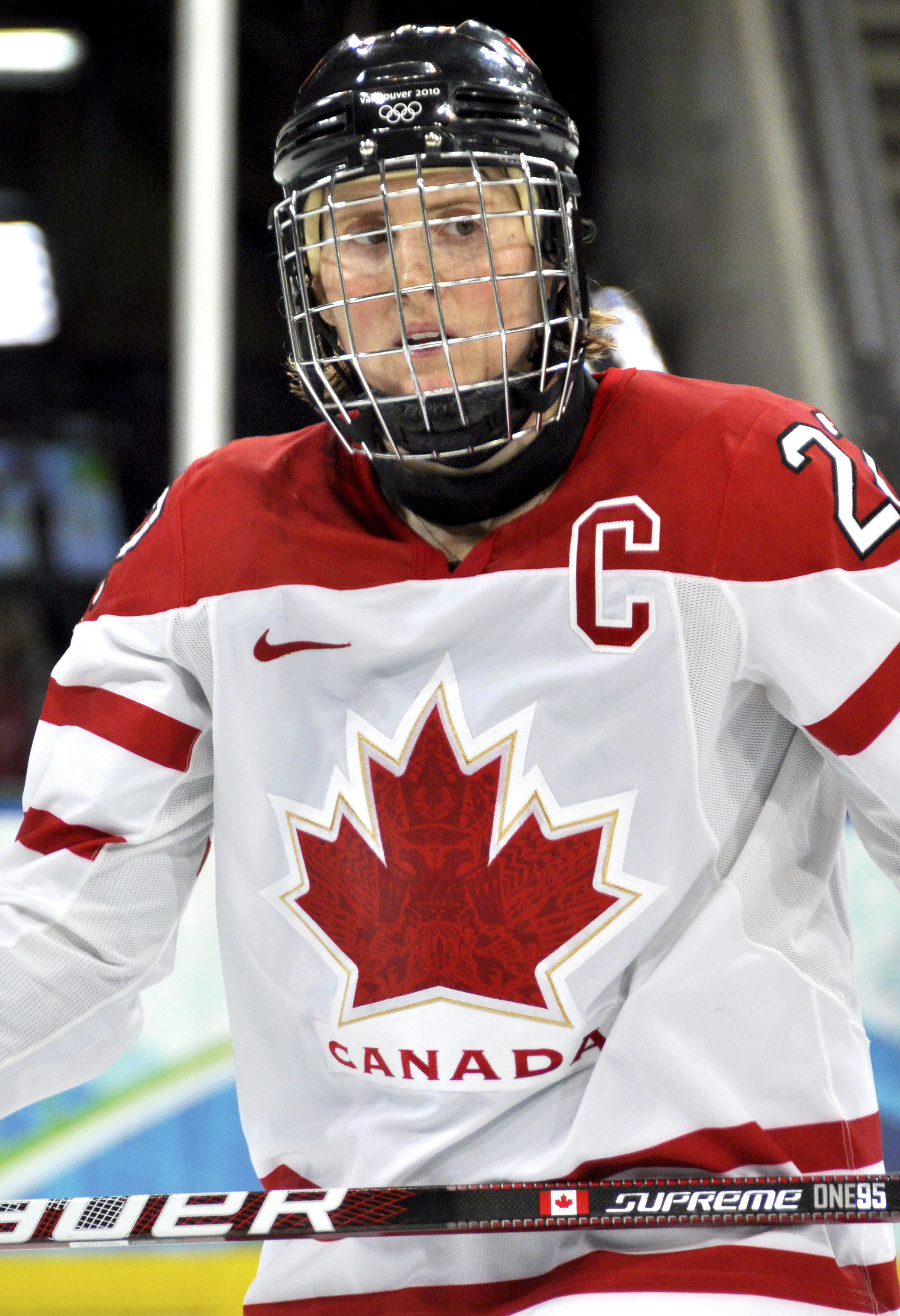
Wickenheiser im Trikot der kanadischen Nationalmannschaft

Hayley Wickenheiser begann mit dem Eishockeysport im Alter von fünf Jahren in ihrer Geburtsstadt Shaunavon. Sie spielte seit 1994 in der kanadischen Eishockeynationalmannschaft der Frauen und gewann mit dem kanadischen Team 1998 die Silber- und sowohl 2002 als auch 2006 und 2010 die Goldmedaille. Dabei erzielte sie 2002 in der Verlängerung das entscheidende Tor zum 3:2-Sieg der Kanadierinnen im Sudden Death. Vom 11. Januar bis zum 12. November 2003 spielte sie bei Kirkkonummi Salamat, einer finnischen Männer-Eishockeymannschaft aus der Suomi-sarja, und war die erste Frau, die in einer Männer-Profiliga Scorerpunkte holte.
Zwischen 2010 und 2015 spielte sie für die University of Calgary in der Canadian Interuniversity Sport, ab 2015 für Calgary Inferno in der Canadian Women’s Hockey League.
Im Januar 2017 beendete sie ihre Karriere endgültig.

## Familie
Ihr Cousin Doug Wickenheiser, der 1999 an Krebs starb, war ebenfalls Eishockeyspieler und wurde als Gesamterster im NHL Entry Draft 1980 ausgewählt.

## Sonstige Aktivitäten
Wickenheiser ist Athletenbotschafterin der Entwicklungshilfeorganisation Right to Play. Wickenheiser sprach stellvertretend für alle Athleten bei den Olympischen Winterspielen 2010 den olympischen Eid. Bei der Eröffnungsfeier der Olympischen Winterspiele 2014 in Sotschi war sie Fahnenträgerin der kanadischen Olympiamannschaft.

## Ehrungen und Auszeichnungen
- 2007: Kanadas beste Athletin (Bobbie Rosenfeld Award)
- 2011: Auszeichnung als Officer of the Order of Canada
- 2014: Aufnahme in den Canada’s Walk of Fame
- 2014: Ehrendoktor der Ryerson University
- 2016: Ehrendoktor der University of British Columbia
- 2017: Ehrendoktor der University of Saskatchewan
- 2017: Ehrendoktor der Mount Saint Vincent University
- 2018: Ehrendoktor der University of Calgary
- 2019: Aufnahme in die internationale Hockey Hall of Fame (HHOF) als auch in die IIHF Hall of Fame der Internationalen Eishockey-Föderation (IIHF)

## Karrierestatistik

### International
(Legende zur Spielerstatistik: Sp oder GP = absolvierte Spiele; T oder G = erzielte Tore; V oder A = erzielte Assists; Pkt oder Pts = erzielte Scorerpunkte; SM oder PIM = erhaltene Strafminuten; +/− = Plus/Minus-Bilanz; PP = erzielte Überzahltore; SH = erzielte Unterzahltore; GW = erzielte Siegtore; 1 Play-downs/Relegation; Kursiv: Statistik nicht vollständig)